# Hemibagrus wyckioides
Hemibagrus wyckioides es una especie de pez de la familia Bagridae en el orden de los Siluriformes.

## Morfología
• Los machos pueden llegar alcanzar los 130 cm de longitud total.

## Distribución geográfica
Se encuentran en las cuencas de los ríos Mekong, Chao Phraya y Maeklong. También está presente en los ríos del territorio peninsular de Tailandia.